# 菲爾茲峰
菲爾茲峰（英語：Fields Peak）是南極洲的山峰，位於瑪麗伯德地，處於布蘭登貝爾格海崖東南面5公里，美國地質調查局根據測量和美國海軍拍攝的空中照片繪入地圖，現時由南極條約體系管理。